# Mistrovství světa v plážovém fotbale 2007
Mistrovství světa v plážovém fotbale 2007 bylo 13. ročníkem MS v plážovém fotbale, které se konalo v brazilském městě Rio de Janeiro na pláži Copacabana v období od 2. do 11. listopadu 2007. Jednalo se o celkový 13. ročník a o třetí, který pořádala FIFA po tom, co šampionát vzala pod svojí záštitu místo Beach Soccer Worldwide. Účastnilo se ho 16 týmů, které byly rozděleny do 4 skupin po 4 týmech. Ze skupiny postoupily do vyřazovací fáze první a druhý celek. Vyřazovací fáze zahrnovala 8 zápasů. Brazílie postoupila do finále, ve kterém porazila Mexiko 8:2 a celkově po jedenácté vyhrála mistrovství světa. Nováčky turnaje byly týmy Senegalu, Spojených arabských emirátů a Mexika, které se při své první účasti dokázalo probojovat až do finále.

## Stadion
Mistrovství se odehrálo na jednom stadionu v jednom hostitelském městě: Copacabana Beach Soccer Arena (Rio de Janeiro).
| Rio de Janeiro                  |
| ------------------------------- |
| Copacabana Beach Soccer Arena   |
| Kapacita: 10 000 Rio de Janeiro |

## Týmy

### Kvalifikace
| - Severní, Střední Amerika a Karibik (CONCACAF) - USA - Mexiko - Jižní Amerika (CONMEBOL) - Uruguay - Argentina |  | - Evropa (UEFA) - Francie - Portugalsko - Španělsko - Itálie - Rusko - Asie (AFC) - Japonsko - Spojené arabské emiráty - Írán |  | - Afrika (CAF) - Senegal - Nigérie - Oceánie (OFC) - Šalomounovy ostrovy - Hostitel - Brazílie |

## Zápasy

### Skupinová fáze
| Vysvětlivky                                           |
| ----------------------------------------------------- |
| Týmy na prvních dvou místech postupují do čtvrtfinále |
| Vítěz zápasu je tučně zvýrazněn                       |

Čas každého zápasu je uveden v lokálním čase.

#### Skupina A
| Tým                 | Z | V | R | P | VG | IG | +/− | B |
| ------------------- | - | - | - | - | -- | -- | --- | - |
| Brazílie            | 3 | 3 | 0 | 0 | 19 | 8  | +11 | 9 |
| Mexiko              | 3 | 2 | 0 | 1 | 12 | 11 | +1  | 6 |
| Rusko               | 3 | 1 | 0 | 2 | 9  | 6  | +3  | 3 |
| Šalomounovy ostrovy | 3 | 0 | 0 | 3 | 7  | 22 | −15 | 0 |

| 2. listopadu 2007 12:30          |        |                                           |                                                         |
| Rusko                            | 2 : 2  | Mexiko                                    | Pláž Copacabana diváci: 8 000 rozhodčí: Erick Chavarria |
| Anton Škarin 32' Egor Šajkov 35' | Report | Ricardo Villalobos 14' Oscar Gonzales 28' | Pláž Copacabana diváci: 8 000 rozhodčí: Erick Chavarria |

|                                    |       | Penaltový rozstřel                 |  |
| Sergej Bolabanov Rustam Shakmelyan | 1 : 2 | Ricardo Villalobos Gustavo Rosales |  |

| 2. listopadu 14:00                                                                               |        |                                  |                                                     |
| Brazílie                                                                                         | 11 : 2 | Šalomounovy ostrovy              | Pláž Copacabana diváci: 9 500 rozhodčí: Ruben Eiriz |
| Buru 2', 31' (pen.) Júnior Negão 6', 36' Daniel 13', 29' Bruno 15', 27' Sidney 23', 23' Duda 36' | Report | Benjamin Mela 23' James Naka 27' | Pláž Copacabana diváci: 9 500 rozhodčí: Ruben Eiriz |

| 4. listopadu 2007 14:00                                                      |        |                                                                 |                                                           |
| Mexiko                                                                       | 4 : 6  | Brazílie                                                        | Pláž Copacabana diváci: 10 000 rozhodčí: Stephan Faessler |
| Morgan Plata 5' Oscar Gonzales 10' Racardo Villalobos 12' Francisco Cati 20' | Report | Buru 10', 21' André 11' Júnior Negão 25' Bruno 25' Benjamin 34' | Pláž Copacabana diváci: 10 000 rozhodčí: Stephan Faessler |

| 4. listopadu 2007 15:30          |        |                                                                 |                                                     |
| Šalomounovy ostrovy              | 2 : 5  | Rusko                                                           | Pláž Copacabana diváci: 3 000 rozhodčí: Ali Šarifat |
| Fred Hale 19' Richard Anisua 27' | Report | Ilja Leonov 1', 19', 30' Dmitrij Šišin 2' Rustam Shakmelyan 24' | Pláž Copacabana diváci: 3 000 rozhodčí: Ali Šarifat |

| 6. listopadu 2007 14:00 |        |                        |                                                         |
| Brazílie                | 2 : 2  | Rusko                  | Pláž Copacabana diváci: 7 000 rozhodčí: Istvan Maszaros |
| André 19' Sidney 33'    | Report | Dmitrij Šišin 30', 31' | Pláž Copacabana diváci: 7 000 rozhodčí: Istvan Maszaros |

|                                                       |       | Penaltový rozstřel |  |
| Júnior Negão Benjamin Daniel Sidney Mao Betinho Bruno | 5 : 4 | Sergej Bolabonov Valadimir Pavlikov Yury Gorchinskij Leonid Gorodnov Dmitrij Šišin Andrej Bukhlitskij Rustam Shkmelyan |  |

| 6. listopadu 2007 17:00 |        |                                                                                          |                                                        |
| Šalomounovy ostrovy     | 3 : 6  | Mexiko                                                                                   | Pláž Copacabana diváci: 1 000 rozhodčí: Sergejus Slyva |
| James Naka 4', 22', 34' | Report | Gustavo Rosales 9', 17' Morgan Plata 14', 29' Ricardo Villalobos 27' Alejandro Pozos 35' | Pláž Copacabana diváci: 1 000 rozhodčí: Sergejus Slyva |

#### Skupina B
| Tým         | Z | V | R | P | VG | IG | +/− | B |
| ----------- | - | - | - | - | -- | -- | --- | - |
| Španělsko   | 3 | 2 | 0 | 1 | 16 | 11 | +5  | 6 |
| Portugalsko | 3 | 1 | 1 | 1 | 11 | 12 | −1  | 4 |
| Írán        | 3 | 1 | 0 | 2 | 14 | 14 | 0   | 3 |
| USA         | 3 | 1 | 0 | 2 | 16 | 20 | −4  | 3 |

| 2. listopadu 2007 15:30 |        |                                                           |                                                       |
| Portugalsko             | 3 : 3  | Írán                                                      | Pláž Copacabana diváci: 3 000 rozhodčí: Ivo De Moraes |
| Alan 4', 14', 21'       | Report | Ali Naderi 10' Moslem Mesigar 19' (pen.) Faroogh Dara 30' | Pláž Copacabana diváci: 3 000 rozhodčí: Ivo De Moraes |

|          |       | Penaltový rozstřel |  |
| Belchior | 1 : 0 | Hamed Ghorbanpour  |  |

| 2. listopadu 2007 17:00                                                   |        |                                                                          |                                                        |
| USA                                                                       | 4 : 8  | Španělsko                                                                | Pláž Copacabana diváci: 2 000 rozhodčí: Juan Rodriguez |
| Raphael Xexeo 12' Zak Ibsen 17' Jevin Albuquerque 26' Mario Chimienti 27' | Report | Nico 2', 31' Ivan Rumbo 14' Javi Alvarez 23', 31' Amarelle 24', 34', 34' | Pláž Copacabana diváci: 2 000 rozhodčí: Juan Rodriguez |

| 4. listopadu 2007 12:30                                         |        |                      |                                                      |
| Španělsko                                                       | 4 : 2  | Portugalsko          | Pláž Copacabana diváci: 8 000 rozhodčí: Favio Polito |
| Amarelle 14' Javier Torres 19' (pen.) Javi Alvarez 22' Nico 36' | Report | Bilro 23' Madjer 30' | Pláž Copacabana diváci: 8 000 rozhodčí: Favio Polito |

| 4. listopadu 2007 17:00                                                                                 |        | |                                                       |
| Írán | 6 : 7  | USA                                                                                                  | Pláž Copacabana diváci: 4 000 rozhodčí: George Postma |
| Ali Aligoli 17' Mohammad Ahmadzadeh 18', 18' Mehdi Davoudi 28' Hamed Ghorbanpour 31' Moslem Mesigar 35' | Report | Joshua Nolz 8' (pen.), 23' Mario Chimienti 10', 31' Yuri Morales 20' Benya Astroga 23' Zak Ibsen 34' | Pláž Copacabana diváci: 4 000 rozhodčí: George Postma |

| 6. listopadu 2007 12:30                                    |        |                                                                                    |                                                       |
| Španělsko                                                  | 4 : 5  | Írán                                                                               | Pláž Copacabana diváci: 2 000 rozhodčí: Mohamed Morsi |
| Cristian Torres 5' Miguel Beiro 14' Javier Torres 14', 34' | Report | Moslem Mesigar 6' Hamed Ghorbanpour 8', 34' Ali Aligoli 9' Mohammad Ahmadzadeh 20' | Pláž Copacabana diváci: 2 000 rozhodčí: Mohamed Morsi |

| 6. listopadu 2007 15:30                                                           |               |                                            |                                                         |
| USA                                                                               | 5 : 6 (prod.) | Portugalsko                                | Pláž Copacabana diváci: 2 000 rozhodčí: Sylvain Palhies |
| Benyam Astorga 17', 21' Joshua Nolz 26' Mario Chimienti 30' Jevin Albuquerque 35' | Report        | Madjer 2', 35' Bilro 8', 39' Alan 14', 18' | Pláž Copacabana diváci: 2 000 rozhodčí: Sylvain Palhies |

#### Skupina C
| Tým      | Z | V | R | P | VG | IG | +/− | B |
| -------- | - | - | - | - | -- | -- | --- | - |
| Senegal  | 3 | 3 | 0 | 0 | 15 | 8  | +7  | 9 |
| Uruguay  | 3 | 1 | 1 | 1 | 8  | 9  | −1  | 4 |
| Itálie   | 3 | 1 | 0 | 2 | 13 | 12 | +1  | 3 |
| Japonsko | 3 | 0 | 0 | 3 | 6  | 13 | −7  | 0 |

| 3. listopadu 2007 14:00   |               |                                        |                                                        |
| Uruguay                   | 3 : 2 (prod.) | Itálie                                 | Pláž Copacabana diváci: 6 000 rozhodčí: Pedro Infantes |
| Ricar 24', 24' Matias 38' | Report        | Roberto Pasquali 6' Paolo Palmacci 16' | Pláž Copacabana diváci: 6 000 rozhodčí: Pedro Infantes |

| 3. listopadu 2007 17:00 |        |                                                                |                                                       |
| Japonsko                | 1 : 4  | Senegal                                                        | Pláž Copacabana diváci: 2 000 rozhodčí: Waleed Al Ali |
| Šušei Jamauči 34'       | Report | Malick Dieng 5' Pape Koukpaki 6' (pen.), 22' Gomis Mbengue 29' | Pláž Copacabana diváci: 2 000 rozhodčí: Waleed Al Ali |

| 5. listopadu 2007 12:30                                                                    |        |                                         |                                                          |
| Itálie                                                                                     | 6 : 3  | Japonsko                                | Pláž Copacabana diváci: 1 000 rozhodčí: Hernan Fernandez |
| Paolo Palmacci 5' Damiano Maiorano 10' Roberto Pasquali 24', 25', 27' Michele Leghissa 26' | Report | Teruki Tabata 7' Šušei Jamauči 13', 22' | Pláž Copacabana diváci: 1 000 rozhodčí: Hernan Fernandez |

| 5. listopadu 2007 15:30                                       |        |                      |                                                          |
| Senegal                                                       | 5 : 2  | Uruguay              | Pláž Copacabana diváci: 1 000 rozhodčí: Franklin Quesada |
| Mamadou Diallo 3' Pape Koukpaki 8', 29', 32' Ngalla Sylla 15' | Report | Parrillo 6' Ricar 8' | Pláž Copacabana diváci: 1 000 rozhodčí: Franklin Quesada |

| 7. listopadu 2007 14:00                                                          |               |                                                                                        |                                                         |
| Senegal                                                                          | 6 : 5 (prod.) | Itálie                                                                                 | Pláž Copacabana diváci: 4 500 rozhodčí: Alberto Moreira |
| Gomis Mbengue 2', 19' Pape Koukpaki 8', 39' Badiane Mbengue 9' Modou Thioune 35' | Report        | Paolo Palmacci 1' Roberto Pasquali 8' (pen.), 9' Damiano Maiorano 13' Simone Feudi 15' | Pláž Copacabana diváci: 4 500 rozhodčí: Alberto Moreira |

| 7. listopadu 2007 17:00             |        |                                   |                                                       |
| Japonsko                            | 2 : 3  | Uruguay                           | Pláž Copacabana diváci: 1 000 rozhodčí: George Postma |
| Šušei Jamauči 5' Takaši Arakaki 17' | Report | Parrillo 1' Ricar 33' Pampero 35' | Pláž Copacabana diváci: 1 000 rozhodčí: George Postma |

#### Skupina D
| Tým                     | Z | V | R | P | VG | IG | +/− | B |
| ----------------------- | - | - | - | - | -- | -- | --- | - |
| Nigérie                 | 3 | 1 | 2 | 0 | 14 | 12 | +2  | 5 |
| Francie                 | 3 | 1 | 1 | 1 | 11 | 10 | +1  | 4 |
| Argentina               | 3 | 1 | 0 | 2 | 9  | 9  | 0   | 3 |
| Spojené arabské emiráty | 3 | 0 | 0 | 3 | 13 | 16 | −3  | 0 |

| 3. listopadu 2007 12:30                                                                |        |                                                                    |                                                         |
| Nigérie                                                                                | 5 : 3  | Argentina                                                          | Pláž Copacabana diváci: 4 000 rozhodčí: Istvan Maszaros |
| Idoko Ibrahim 5' Osahon Uhunmwangho 13' Ifeanyi Onigbo 16' Ogbonnaya Okemmiri 17', 22' | Report | Gustavo Casado 9' Santiago Hilaire 23' Federico Andrade 24' (pen.) | Pláž Copacabana diváci: 4 000 rozhodčí: Istvan Maszaros |

| 3. listopadu 2007 15:30                                                 |        |                                                         |                                                          |
| Spojené arabské emiráty                                                 | 5 : 6  | Francie                                                 | Pláž Copacabana diváci: 3 000 rozhodčí: Renato De Carlos |
| Haidar Bashir 5', 23', 26' Qambar Mohammad Sadeqi 20' Hasan Aljesmi 35' | Report | Jeremy Basquaise 4', 9' Didier Samoun 9', 18', 22', 36' | Pláž Copacabana diváci: 3 000 rozhodčí: Renato De Carlos |

| 5. listopadu 2007 14:00                                        |        |                                            |                                                     |
| Argentina                                                      | 4 : 2  | Spojené arabské emiráty                    | Pláž Copacabana diváci: 1 000 rozhodčí: Ruben Eiriz |
| Federico Hilaire 2', 27' Facundo Minici 16' Gustavo Casado 21' | Report | Rami Mesaabi 5' Qambar Mohammad Sadeqi 22' | Pláž Copacabana diváci: 1 000 rozhodčí: Ruben Eiriz |

| 5. listopadu 2007 17:00                                       |        |                                        |                                                         |
| Francie                                                       | 3 : 3  | Nigérie                                | Pláž Copacabana diváci: 1 300 rozhodčí: Alberto Moreira |
| Laurent Castro 13' Stephane Francois 36' Jeremy Basquaise 36' | Report | Uga Okpara 11', 20' Suleiman Usman 33' | Pláž Copacabana diváci: 1 300 rozhodčí: Alberto Moreira |

|                                                 |       | Penaltový rozstřel                               |  |
| Stephane Francois Sebastien Pérez Didier Samoun | 2 : 3 | Ifeanyi Onigbo Osahon Uhunmwangho Isiaka Olawale |  |

| 7. listopadu 2007 12:30                  |        |                                         |                                                         |
| Francie                                  | 2 : 2  | Argentina                               | Pláž Copacabana diváci: 5 000 rozhodčí: Erick Chavarria |
| Jeremy Basquaise 3' Stephane Francois 6' | Report | Ezequiel Hilaire 18' Facundo Minici 26' | Pláž Copacabana diváci: 5 000 rozhodčí: Erick Chavarria |

|                                                  |       | Penaltový rozstřel                          |  |
| Laurent Castro Sebastien Pérez Stephane Francois | 2 : 1 | Facundo Minici Rodrigo Lopez Gustavo Casado |  |

| 7. listopadu 2007 15:30                                                             |        |                                                                                          |                                                       |
| Spojené arabské emiráty                                                             | 6 : 6  | Nigérie                                                                                  | Pláž Copacabana diváci: 1 000 rozhodčí: Ivo De Moraes |
| Bakhit Alabadla 9', 10', 23' Sulaiman Albloushi 12' Ali Karim 22' Haidar Bashir 35' | Report | Uga Okpara 4' Ogbonnaya Okemmiri 4' Isiaka Olawale 5', 7' (pen.), 15' Suleiman Usman 31' | Pláž Copacabana diváci: 1 000 rozhodčí: Ivo De Moraes |

|               |       | Penaltový rozstřel |  |
| Haidar Bashir | 0 : 1 | Isiaka Olawale     |  |

## Vyřazovací fáze
|  | Čtvrtfinále                    | Čtvrtfinále                     |                                 |         | Semifinále     | Semifinále  |  |  | Finále                          | Finále |
|  |                                |                                 |                                 |         |                |             |  |  |                                 |        |
|  | 8. listopadu 2007 - Copacabana |                                 |                                 |         |                |             |  |  |                                 |        |
|  |                                |                                 |                                 |         |                |             |  |  |                                 |        |
|  | Španělsko                      | 4                               |                                 |         |                |             |  |  |                                 |        |
|  | Španělsko                      | 4                               | 10. listopadu 2007 - Copacabana |         |                |             |  |  |                                 |        |
|  | Mexiko                         | 5                               |                                 |         |                |             |  |  |                                 |        |
|  | Mexiko                         | 5                               | Mexiko                          | 5       |                |             |  |  |                                 |        |
|  | 8. listopadu 2007 - Copacabana |                                 | Mexiko                          | 5       |                |             |  |  |                                 |        |
|  |                                | Uruguay                         | 2                               |         |                |             |  |  |                                 |        |
|  | Nigérie                        | Uruguay                         | 2                               | 1       |                |             |  |  |                                 |        |
|  | Nigérie                        |                                 | 11. listopadu 2007 - Copacabana | 1       |                |             |  |  |                                 |        |
|  | Uruguay                        | 3                               |                                 |         |                |             |  |  |                                 |        |
|  | Uruguay                        | 3                               | Mexiko                          | 2       |                |             |  |  |                                 |        |
|  | 8. listopadu 2007 - Copacabana |                                 | Mexiko                          | 2       |                |             |  |  |                                 |        |
|  |                                | Brazílie                        | 8                               |         |                |             |  |  |                                 |        |
|  | Brazílie                       | Brazílie                        | 8                               | 10      |                |             |  |  |                                 |        |
|  | Brazílie                       | 10. listopadu 2007 - Copacabana |                                 | 10      |                |             |  |  |                                 |        |
|  | Portugalsko                    | 7                               |                                 |         |                |             |  |  |                                 |        |
|  | Portugalsko                    | 7                               | Brazílie                        | 6       | Třetí místo    | Třetí místo |  |  |                                 |        |
|  | 8. listopadu 2007 - Copacabana |                                 | Brazílie                        | 6       | Třetí místo    | Třetí místo |  |  |                                 |        |
|  |                                | Francie                         | 2                               |         |                |             |  |  |                                 |        |
|  | Senegal                        | Francie                         | 2                               | 3       | Uruguay (pen.) | 2 (1)       |  |  |                                 |        |
|  | Senegal                        |                                 |                                 | 3       | Uruguay (pen.) | 2 (1)       |  |  |                                 |        |
|  | Francie                        | 6                               |                                 | Francie | 2 (1)          |             |  |  |                                 |        |
|  | Francie                        | 6                               |                                 |         | 2 (1)          |             |  |  |                                 |        |
|  |                                |                                 |                                 |         |                |             |  |  | 11. listopadu 2007 - Copacabana |        |
|  |                                |                                 |                                 |         |                |             |  |  |                                 |        |

#### Čtvrtfinále
| 8. listopadu 2007 12:30                                               |        |                                                                                           |                                                           |
| Španělsko                                                             | 4 : 5  | Mexiko                                                                                    | Pláž Copacabana diváci: 10 000 rozhodčí: Stephan Faessler |
| Javi Alvarez 14' Miguel Beiro 14' (pen.) Cristian Torres 16' Adam 32' | Report | Ricardo Villalobos 16' (pen.), 34' Oscar Gonzales 18' Morgan Plata 26' Moises Salazar 32' | Pláž Copacabana diváci: 10 000 rozhodčí: Stephan Faessler |

| 8. listopadu 2007 14:00                                                   |        |                                                  |                                                         |
| Brazílie                                                                  | 10 : 7 | Portugalsko                                      | Pláž Copacabana diváci: 10 000 rozhodčí: Sergejus Slyva |
| Sidney 2', 4' André 11', 27' Buru 12', 34', 36' Daniel 13', 30' Bruno 16' | Report | Madjer 1', 13', 27', 28', 34' Alan 3' Hernani 5' | Pláž Copacabana diváci: 10 000 rozhodčí: Sergejus Slyva |

| 8. listopadu 2007 15:30                               |        | |                                                        |
| Senegal                                               | 3 : 6  | Francie                                                                                              | Pláž Copacabana diváci: 6 000 rozhodčí: Juan Rodriguez |
| Alassane Thiaw 13' Malick Dieng 14' Gomis Mbengue 27' | Report | Sebastien Pérez 1' Thierry Ottavy 3' Tony Ruggeri 17' Stephane Francois 27', 33' Gregory Tanagro 30' | Pláž Copacabana diváci: 6 000 rozhodčí: Juan Rodriguez |

| 8. listopadu 2007 17:00 |        |                                   |                                                      |
| Nigérie                 | 1 : 3  | Uruguay                           | Pláž Copacabana diváci: 1 000 rozhodčí: Fabio Polito |
| Idoko Ibrahim 36'       | Report | Matias 29' Ricar 34' Parrillo 36' | Pláž Copacabana diváci: 1 000 rozhodčí: Fabio Polito |

#### Semifinále
| 10. listopadu 2007 12:30                              |        |               |                                                         |
| Mexiko                                                | 5 : 2  | Uruguay       | Pláž Copacabana diváci: 10 000 rozhodčí: Sergejus Slyva |
| Morgan Plata 1', 20', 32', 35' Ricardo Villalobos 36' | Report | Ricar 4', 24' | Pláž Copacabana diváci: 10 000 rozhodčí: Sergejus Slyva |

| 10. listopadu 2007 14:00                   |        |                                         |                                                          |
| Brazílie                                   | 6 : 2  | Francie                                 | Pláž Copacabana diváci: 10 000 rozhodčí: Istvan Maszaros |
| Buru 1', 2' Bruno 9', 16' Betinho 33', 34' | Report | Sebastien Pérez 1' Jeremy Basquaise 35' | Pláž Copacabana diváci: 10 000 rozhodčí: Istvan Maszaros |

#### O 3. místo
| 11. listopadu 2007 12:30 |        |                          |                                                       |
| Uruguay                  | 2 : 2  | Francie                  | Pláž Copacabana diváci: 10 000 rozhodčí: Fabio Polito |
| Pampero 6', 30'          | Report | Jeremy Basquaise 1', 10' | Pláž Copacabana diváci: 10 000 rozhodčí: Fabio Polito |

|       |       | Penaltový rozstřel |  |
| Ricar | 1 : 0 | Sebastien Pérez    |  |

#### Finále
| 11. listopadu 2007 14:00                |        |                                                                                 |                                                      |
| Mexiko                                  | 2 : 8  | Brazílie                                                                        | Pláž Copacabana diváci: 10 000 rozhodčí: Ruben Eiriz |
| Ricardo Villalobos 14' Morgan Plata 36' | Report | André 9', 28' Bruno 11', 16' Benjamin 14' Buru 19' Betinho 22' Junior Negão 36' | Pláž Copacabana diváci: 10 000 rozhodčí: Ruben Eiriz |